# 국립제주호국원
국립제주호국원(國立濟州護國院, jeju National Cemetery)은 국가와 민족을 위하여 신명을 바치신 호국영령의 충의와 위훈을 기리고 호국정신 고취를 위한 추모와 안보 의식 교육의 장으로 활용하여 국민들과 후세들에게 호국 정신의 귀감으로 승화시키기 위하여 조성되었다. 제주특별자치도 제주시 노형동 1100로 2558-73 (노형동 산19-3)에 위치하고 있다.

## 연혁
현재의 국립제주호국원은 1묘역으로 편입된 구 제주시 충혼묘지를 그대로 둔 채 추가로 토지를 매입하여 확장·승격한 것이기에 구 제주시 충혼묘지의 역사를 전사(前史)로서 표기한다.
- 1953년 북제주군 제주읍 건입리에 구 제주읍 충혼묘지 설치
- 1955년 제주읍이 시로 승격됨에 따라 개칭(제주읍 충혼묘지 → 제주시 충혼묘지)
- 1985년 10월 건입동의 도시개발로 노형동 아흔아홉골로 이전(현 국립제주호국원 1묘역)
- 2012년 9월 국립제주호국원 조성사업 실시계약 체결
- 2012년 12~2019년 부지 매입 및 설계,인.허가 완료
- 2019년 11월 국립제주호국원 조성사업 착공
- 2021년 12월 8일 : 개원

## 조직
관리과장
- 총무팀장
- 관리팀장

현충과장
- 전례팀장
- 현충팀장

## 같이 보기
- 국립영천호국원
- 국립임실호국원
- 국립대전현충원
- 국립서울현충원
- 국립망향의동산